# Stéphane Gilot
Pour les articles homonymes, voir Gilot.
Stéphane Gilot, né en 1969 à Liège, est un artiste multidisciplinaire belge travaillant et habitant à Montréal depuis 1996. Son travail en sculpture mène à des installations architecturales adaptées au contexte de présentation. Il intègre souvent des performances, des dessins et de la vidéo. Il crée également des installations, des aquarelles, des maquettes et des structures  de  jeu. La pratique de l'artiste aborde la question de l'utopie, des mondes et de sociétés possibles, traitant des thèmes comme l'enfermement, la liberté, le contrôle et la transmission de savoir.

## Musées et collections publiques
- Musée d'art contemporain de Baie-Saint-Paul
- Musée d'art contemporain de Montréal
- Musée national des beaux-arts du Québec[3]